# Amadis Jamyn
Amadis Jamyn (Chaource, prop de Troyes, 1540(?) - Chaource, 1593), fou un poeta francès del renaixement, amic i secretari de Ronsard. Traduí els tretze darrers llibres de la Ilíada d'Homer, completant així la traducció de Hugues Salel; i els tres primers cants de l'Odissea.

### Obres
- Salel, Hugues; Jamyn, Amadis; Peletier, Jacques. Les XXIIII livres de l'Iliade d'Homère, prince des Poëtes Grecs. Traduicts du Grec en vers françois, les XI premiers par M. Hugues Salel (...) et les XIII derniers par Amadis Jamyn (...); tous les XXIIII reveuz & corrigez par ledit Am. Jamyn, avec le premier & second de l'Odyssée d'Homère.  París: Lucas Breyer, 1580, p. 412, 3 fol.- 3 parties et 2 tomes reliés en un vol in-12.

### Obres de referència
- Graur, Theodosia. Amadis Jamyn. Un disciple de Ronsard, 1540 (?) - 1593. Sa vie, son oeuvre, son temps (htlm) (en francès).  París: Librairie Ancienne Honoré Champion, 1929 [Consulta: 5 febrer 2017].
- Dobby-Poirson, Florence «Entre Ronsard et Desportes: Amadis Jamyn» (pdf) (en francès). Albineana, Cahiers d'Aubigné, nº 22, 2010, pàgs. 125-141. DOI: 10.3406/albin.2010.1142 [Consulta: 5 febrer 2017].[Enllaç no actiu]